# William Izarra
William Ernesto Izarra Caldera (Maracay, Aragua; 7 de mayo de 1947-Caracas, 1 de octubre de 2021),
 fue un militar y embajador venezolano; profesor de educación universitaria de pregrado y posgrado.

## Biografía
En 1967 participó en operaciones en los teatros antiguerrilleros siendo subteniente de diecinueve años.[cita requerida] es padre del exminixtro Andrés Izarra García.[cita requerida]
Siendo oficial activo logró realizar estudios en los diferentes niveles académicos del saber universitario obteniendo su título como Licenciado en Educación (UCV); Maestría en Planificación (Harvard University). Le fue otorgado el doctorado honoris causa de la Universidad Nacional Experimental Simón Rodríguez en 2010.
Fue miembro del MBR-200, MVR, PSUV, Colectivo Democracia Directa y creador del Centro de Formación Ideológica (CFI). Dentro de las FAN organizó el Movimiento ARMA (Alianza Revolucionaria de Oficiales Activos) que de manera clandestina operó como grupo revolucionario para la toma del poder entre 1979 y 1986.[cita requerida]
Fundó el Centro de Formación Ideológica (CFi).
Promovió la creación del Instituto de Investigación del Socialismo Bolivariano (IISB). Impulsó con el CFi la construcción del Socialismo Bolivariano en Venezuela, a partir de sus tres objetivos: (i) la difusión de la idea del Socialismo; (ii) la formación de cuadros revolucionarios; (iii) la investigación sobre teoría revolucionaria. El CFi ha cumplido más de un millar de eventos a nivel nacional e internacional desde su fundación en 2004 hasta 2021. Desde el 2020, motivado a la pandemia mundial, el CFi continuó sus eventos de difusión, formación e investigación empleando la vía “on line”.[cita requerida]
Falleció en la capital venezolana, de COVID-19.

## Cargos políticos
- Embajador de Venezuela en Corea del Norte[8]
- Senador al Congreso de Venezuela por el MVR y Presidente de la Comisión Permanente de Defensa del Senado.[cita requerida]
- Viceministro del Ministerio de Relaciones Exteriores para Asia, Medio Oriente y Oceanía según Gaceta Oficial de la República Bolivariana de Venezuela N° 38.107 del 14 de enero de 2005, Decreto N° 3.423.[9]

## Créditos académicos
- Maestría en Educación de la Universidad de Harvard, Boston, EE. UU...[10]
- Licenciado en Educación. Mención Planificación de la Escuela de Educación de la UCV.[11]

## Publicaciones
- “El tiempo que nos queda”[12]
- “Momentos de la Revolución”[13]
- “Cuentos de Fácil Lectura”[14]

## Vida personal
William Izarra fue el padre del periodista y exministro de Comunicación y de Turismo venezolano Andrés Izarra.